# Matthew Rycroft
Matthew John Rycroft (Southampton, Reino Unido, 16 de junho de 1968) é um diplomata britânico. É desde 2015 o representante permanente do Reino Unido junto das Nações Unidas em Nova Iorque.

## Biografia

### Vida e educação
Rycroft nasceu em Southampton, e mudou-se para Cambridge com 11 anos de idade. Estudou matemática e filosofia na Universidade de Oxford, em Oxford.

## Carreira
Rycroft entrou para o Foreign and Commonwealth Office (FCO) após sua graduação, em 1989. Depois de curtos períodos em Genebra, passou quatro anos na embaixada britânica em Paris. Em 1995-1996, Rycroft foi Chefe de Seção na Unidade do Adriático Oriental no FCO entre 1996 e 1998.
Em 1998, ingressou na embaixada britânica nos Estados Unidos, onde serviu por quatro anos. Em 2002, Rycroft foi nomeado Secretário Privado do Primeiro Ministro por Tony Blair, para aconselhá-lo sobre questões relacionadas com a política externa, a União Europeia, a Irlanda do Norte.
De março de 2005 a julho de 2008, Rycroft serviu como embaixador britânico na Bósnia e Herzegovina. Em 2008-2011, tornou-se diretor de Operações da FCO.